# Phyllonorycter morrisella
Hog Peanut Moth (Phyllonorycter morrisella) là một loài bướm đêm thuộc họ Gracillariidae. Nó được tìm thấy ở Québec và Hoa Kỳ (bao gồm Connecticut, Illinois, Texas, New York, Maryland, Michigan, Vermont, Colorado và Kentucky).
Sải cánh dài 6–7 mm.
Ấu trùng ăn Amphicarpaea bracteata. Chúng ăn lá nơi chúng làm tổ.

## Hình ảnh

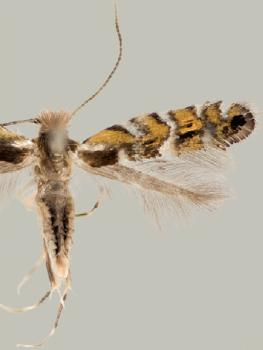
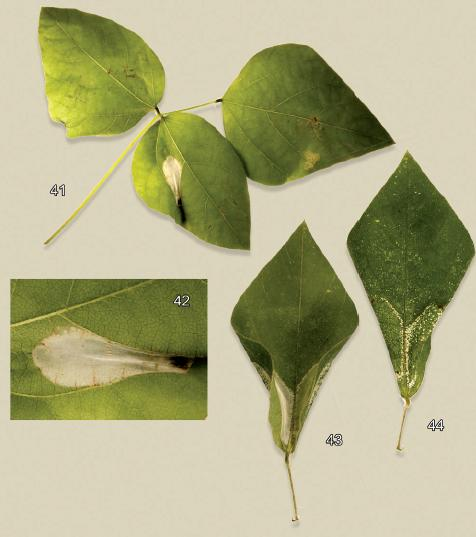